# 1966年の日本
1966年の日本（1966ねんのにほん）では、1966年（昭和41年）の日本の出来事・流行・世相などについてまとめる。

## 他の紀年法
日本では、西暦の他にも以下の紀年法を使用している。なお、
以下の紀年法は西暦と月日が一致している。
- 元号
  - 昭和41年
- 神武天皇即位紀元
  - 皇紀2626年
- 干支
  - 丙午（ひのえ うま）

## 在職者
- 天皇：裕仁
- 内閣総理大臣：佐藤栄作（自由民主党）
- 内閣官房長官：橋本登美三郎→愛知揆一→福永健司（自由民主党）
- 最高裁判所長官：横田喜三郎→横田正俊
- 衆議院議長：山口喜久一郎→綾部健太郎
- 参議院議長：重宗雄三

## できごと

### 1月
- 1月1日 - 日本人の海外観光渡航の回数制限が撤廃。持ち出す事の出来る外貨も、1回につき500USドル以内ならば自由となる[1][2]。
- 1月2日 - TBS系で特撮テレビドラマ『ウルトラQ』放映開始（『ウルトラシリーズ』スタート）[3]。
- 1月7日 - サンケイスワローズ、公募していた新たなニックネームを「アトムズ」にすると決定[4]。
- 1月9日 - 神奈川県川崎市川崎駅前にて金井ビル火災が発生[5]。
- 1月10日 - サンヨー食品が「サッポロ一番しょうゆ味」を発売（「サッポロ一番」のブランド展開の始まり）。
- 1月11日 - 青森県三沢市中央町にて、三沢大火が発生[6]。
- 1月15日 - 福島県常磐市（現いわき市）に、常磐ハワイアンセンター（現スパリゾート・ハワイアンズ）が開業。
- 1月20日 - 1964年東京オリンピック選手村跡地に国立オリンピック記念青少年総合センター開設。
- 1月21日 - 日ソ航空協定締結[7]。
- 1月24日 - 本田技研工業が「S800」を発売。

### 2月
- 2月4日
  - 千歳発羽田行きの全日空機が東京湾に墜落[8]。乗客乗員133人全員が死亡。
  - なか卯の前身となる玉堀建物株式会社が設立される。
- 2月14日 - 江名鉄道・小名浜臨港鉄道小名浜駅 - 江名駅間がこの日限りで休止（後に廃止）。

### 3月
- 3月4日 - 香港発羽田経由バンクーバー行きのカナダ太平洋航空機が羽田空港への着陸直前に墜落。乗客乗員64人が死亡、乗客8人が負傷。
- 3月5日 - サンフランシスコ発ホノルル・羽田経由香港行きの英国海外航空(BOAC)機が富士山付近の上空で乱気流に巻き込まれ、空中分解し墜落。乗客乗員124人全員が死亡。
- 3月10日 - 漆生線漆生駅 - 下山田駅間と、上山田線上山田駅 - 豊前川崎駅間がそれぞれ延伸開業。
- 3月11日 - 群馬県水上町の水上温泉の宿泊施設「菊富士ホテル」で火災。死者30人、負傷者29人。
- 3月16日 - 営団地下鉄東西線中野駅 - 高田馬場駅間・九段下駅 - 竹橋駅間が延伸開業。
- 3月26日 - 第38回選抜高等学校野球大会が阪神甲子園球場で開幕。
- 3月27日 - 京急久里浜線野比駅 - 津久井浜駅間が延伸開業。
- 3月31日
  - 日本の総人口一億人突破。
  - 大分交通国東線がこの日限りで廃止。

### 4月
- 4月1日
  - 土地・建物の取引に使用する単位がメートル法に移行したことにより、メートル法完全施行。尺貫法、ヤード・ポンド法などの公的な使用が全面的に禁止される[9]。
  - 東急田園都市線溝の口駅 - 長津田駅間が開業。二子玉川駅 - 二子新地駅間専用橋開通（それまでは二子橋上の単線併用軌道）。
  - 日本テレビをキー局とするニュースネットワーク・NNNが発足。
  - エスビー食品が「ゴールデンカレー」を発売。
- 4月3日
  - 第38回選抜高等学校野球大会の決勝戦が阪神甲子園球場で13時より行われ、愛知県の中京商が高知県の土佐に1対0で勝利し、1959年（第31回）以来7年ぶり4度目の優勝。
  - 兵庫県姫路市で姫路大博覧会が開催される（6月5日まで）。
- 4月5日 - 富山新港の建設工事のため富山地方鉄道射水線を分断。堀岡駅 - 越ノ潟駅間を前日限りで廃止し、越ノ潟駅 - 新湊駅間を加越能鉄道に譲渡。
- 4月7日
  - 千葉大学医学部付属病院の医局員の男が同病院の入院患者や同僚にチフス菌を混入させた飲食物を飲食させたとして逮捕[10]。
  - 日産自動車が「サニー」を発売[11]。当初の名称は4代目まで「ダットサン・サニー」。
- 4月9日 - 京葉道路全線開通。
- 4月23日 - 小田急向ヶ丘遊園モノレール線が開業。
- 4月24日 - TBS系で視聴者参加型公開歌謡番組『家族そろって歌合戦』放送開始。
- 4月26日 - 日本で戦後最大の公共交通機関ストライキ[12]。
- 4月29日
  - 東京都中央区銀座にソニービルがオープン。
  - 俳優の宝田明と1959年ミス・ユニバースの児島明子が結婚。

### 5月
- 5月 - 東京都北区に日本初のコインランドリーが開店。
- 5月1日
  - 大洋の佐々木吉郎投手が対広島戦で日本プロ野球史上8人目の完全試合を達成。
  - 北海道空知郡の富良野町と山部町が合併し、富良野市が発足。
  - 広島県福山市と松永市が合併し、新市制による福山市となる。
- 5月2日 - 大船駅と横浜ドリームランドを結ぶモノレール路線のドリーム開発ドリームランド線が開業。
- 5月4日 - フジテレビ系で大川橋蔵主演の時代劇『銭形平次』が放送開始。1984年4月4日まで全888回放送された。
- 5月12日 - 西鉄の田中勉投手が対南海戦で完全試合を達成。日本プロ野球史上9人目。
- 5月14日 - 富士重工業が日本初のFFセダン「スバル・1000」を発売。
- 5月15日 - 日本テレビ系の演芸番組『笑点』放送開始。
- 5月17日 - 姫路大博覧会にあわせ、姫路市交通局モノレール線が開業。
- 5月18日 - 文部省、大学への推薦入学制度採用を決定。
- 5月21日 - 国立京都国際会館開館[13]。
- 5月30日 - 東洋工業（マツダ）がワゴン&バン&トラックの「ボンゴ」を発売。
- 5月31日 - 茨城交通水浜線全線と、同茨城線石塚駅 - 御前山駅間がこの日限りで廃止。

### 6月

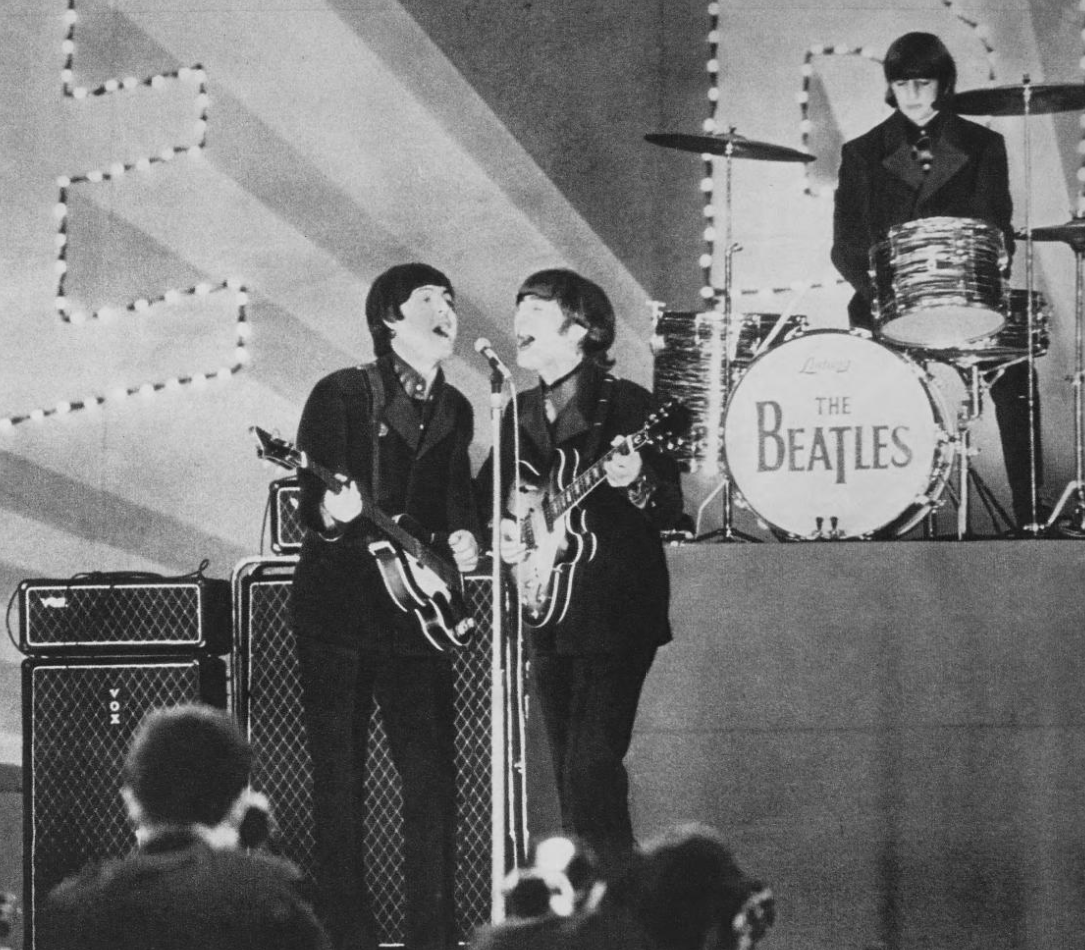
ビートルズの日本公演

- 6月15日 - 前年の大雨により被災し休止されていた羽後交通横荘線舘合駅 - 二井山駅間が廃止。
- 6月22日 - 三里塚闘争が始まる。
- 6月25日 - 祝日法改正、2月11日が建国記念の日、9月15日が敬老の日、10月10日が体育の日として新たに祝日に制定される[14]。建国記念の日は翌年から施行。
- 6月29日 - ビートルズ来日[15]（6月30日から3日間日本武道館で公演）[16]。
- 6月30日
  - 旭川空港が開港。
  - 静岡県清水市横砂（現：静岡市清水区横砂東町）の味噌製造工場専務の自宅が放火され、専務と専務の妻、次女、長男の一家4人が他殺体で発見される。後に元プロボクサーの袴田巌がこの一家殺害事件の被疑者として逮捕され、一度は死刑判決が確定したが、事件から58年後の2024年10月に死刑確定事件としては戦後5件目となる再審無罪判決が確定した[17]。

### 7月
- 7月1日
  - 日本航空と全日空、スカイメイト制度導入。
  - 花王石鹸が「キーピング」を発売。
  - 大阪市に大阪タワーが完成。
  - 山口県宇部市に県営宇部空港が開港。
- 7月10日 - 伊香保ケーブル鉄道が休止（同年12月19日廃止）。
- 7月11日 - 第52臨時国会召集（7月30日閉会）。
- 7月13日 - 東京都教育委員会が次年度の都立高校入試から学校群制度導入を決定[18]。
- 7月17日 - TBS系でウルトラシリーズ第2弾『ウルトラマン』が放送開始[18]。
- 7月21日 - 北海道紋別市に紋別空港が開港。
- 7月27日 - 巨人の新人・堀内恒夫投手が開幕から13連勝。

### 8月
- 8月1日
  - 日産自動車がプリンス自動車工業を吸収合併。
- 8月5日 - 政界における黒い霧事件[19]。
- 8月6日
  - 横田正俊が第4代最高裁判所長官に就任。
  - 女子バレーボールのニチボー貝塚の連勝記録が258でストップ[20]。
- 8月12日 - 第48回全国高等学校野球選手権大会が甲子園で開幕。
- 8月18日 - 袴田事件で静岡県警は袴田巌を強盗殺人、放火、窃盗容疑で逮捕する。以後2014年3月27日まで47年と半年以上拘束されることになる。
- 8月19日 - 東洋工業が「ルーチェ」を発売。
- 8月20日
  - 上越線の新清水トンネルが貫通。
  - 日本専売公社が「わかば」を発売。
- 8月22日 - 伊藤園設立。
- 8月24日 - 第48回全国高等学校野球選手権大会の決勝戦が甲子園で行われ、愛知県の中京商が愛媛県の松山商に3対1で勝利し、1954年（第36回）以来12年ぶり6度目の優勝と共に、史上2校目の春夏連覇を達成。
- 8月26日 - 乗員訓練飛行中の日本航空機が羽田空港を離陸直後に墜落し炎上[21]。乗員5人全員が死亡。

### 9月
- 9月7日 - 明星食品が「チャルメラ」を発売。
- 9月17日 - 平新艇事件[22]。
- 9月20日 - 愛知県岡崎市戸崎町の民家で主婦（事件当時47歳）、長女（同16歳：県立岡崎商業高校1年生）、次女（同13歳：市立南中学校2年生）の母娘3人が視察される事件が発生[23]。事件は未解決のまま、15年後の1981年9月20日に公訴時効が成立[23]。
- 9月23日 - 巨人が2年連続のセ・リーグ優勝（V2）。
- 9月24日 - 天草五橋開通[24]。天草諸島と九州本土が陸路で結ばれることになった。

### 10月
- 10月 - 豊年リーバがマーガリン「ラーマ」を日本で製造・発売（現在はJ-オイルミルズから発売）。
- 10月1日
  - 福島県浜通り地域の平市など14の市町村が合併し、いわき市が発足。
  - 江崎グリコが「ポッキー」を発売。
  - NET系、長寿番組『日曜洋画劇場』放送開始。
  - 営団地下鉄東西線竹橋駅 - 大手町駅間延伸開業。
- 10月3日 - フジテレビをキー局とするニュースネットワーク・FNNが発足。
- 10月6日 - 神岡線が開業。
- 10月9日 - 日本テレビ系で海外ドキュメンタリー番組『日立ドキュメンタリー すばらしい世界旅行』放送開始。
- 10月15日 - トヨタ自動車と日野自動車が業務提携することを発表[25]。
- 10月16日 - 長野県長野市周辺の篠ノ井市・川中島町など7市町村が長野市と合併し、新市制による長野市となる。
- 10月19日 - プロ野球日本シリーズは巨人が南海を4勝2敗で破り2年連続日本一。
- 10月20日
  - トヨタ自動車が東京モーターショーでカローラを発表（11月5日発売）[26]。
  - 橋場線（休止区間を除く）の終点である赤渕駅と、生保内線の終点である田沢湖駅を結ぶ鉄道路線が開業。新規開業区間と橋場線・生保内線が盛岡駅 - 大曲駅間の一本の鉄道路線となり、田沢湖線と命名・改称される。
- 10月28日 - 「週刊プレイボーイ」（集英社）創刊[26]。

### 11月
- 11月1日
  - 国立劇場開場[27]。
  - 静岡県の旧富士市・吉原市・鷹岡町が合併し、新市制による富士市となる。
- 11月3日
  - 宮崎県飯野町・加久藤町・真幸町が合併し、えびの町が発足（現在のえびの市）。
  - 岡山城の外観復元天守（鉄筋コンクリート造）が完成[28]。天守は明治以降も保存されていたが岡山大空襲により焼失していた。
- 11月13日 - 大阪空港発松山空港行きの全日空機が松山空港沖の伊予灘に墜落、乗客乗員50名全員が死亡[29]。
- 11月27日 - 福岡市で第1回国際マラソン選手権が開催。前年まで朝日国際マラソンとして開催されていたマラソン大会の後継大会にあたる（後の福岡国際マラソン）。
- 11月30日 - 南海北島支線がこの日限りで廃止。

### 12月
- 12月 - 早川電機工業がターンテーブル式の電子レンジを発売。
- 12月1日 - 富山地方鉄道射水線堀岡駅 - 新港東口駅間が開業。
- 12月3日 - 第53臨時国会召集（12月20日閉会）。第1次佐藤第3次改造内閣発足[30]。
- 12月9日 - 建国記念の日を2月11日とすることが決定[30]。
- 12月15日 - 猿投ダンプ事故[31]。
- 12月21日 - 議長選挙汚職に伴う茨城県議会自主解散（茨城県議会黒い霧解散）。
- 12月27日 - 第54国会召集、衆議院解散（黒い霧解散）[32]。

### 通年
この年が丙午（ひのえうま）にあたり、出生数は約136万人と前年に比べ大きく落ち込んだ。

## 文化と芸術

### 流行

#### 流行語
- グループ・サウンズ
- こまっちゃうな
- しあわせだなぁ
- シュワッチ
- 新三種の神器
- バーハハーイ
- びっくりしたなー、もう
- ～ダヨーン